# 李赤然
李赤然（1914年—2006年），中国人民解放军将领、中国人民解放军开国少将。
曾任高级防空学校政委。1955年，授予中国人民解放军少将。